# Rastrinus scutiger
Rastrinus scutiger és una espècie de peix pertanyent a la família dels còtids i l'única del gènere Rastrinus.

## Descripció
- Fa 16 cm de llargària màxima (normalment, en fa 11,9) i 30 g de pes.[3][4]

## Hàbitat
És un peix marí i batidemersal que viu entre 100-740 m de fondària (normalment, entre 200 i 300).

## Distribució geogràfica
Es troba des del mar de Bering fins al Golf d'Alaska.

## Observacions
És inofensiu per als humans.